# Sei racconti morali
Sei racconti morali (Six contes moraux) è un ciclo di sei film diretti dal regista francese Éric Rohmer tra il 1961 e il 1972. Precede di alcuni anni un secondo ciclo di altrettanti film, Commedie e proverbi (1981-1987) e un terzo di quattro titoli, Racconti delle quattro stagioni (1990-1998).
L'aggettivo "morali" non va inteso nella sua accezione contemporanea, non sta a indicare un intento moralista dell'autore nel mettere in scena fatti e per personaggi, ma richiama piuttosto un interesse narrativo per la descrizione di quanto accade dentro l'essere umano. Nella letteratura francese Écrivains moralistes sono per esempio Montaigne e Pascal.

## Caratteristiche del ciclo
Il regista ci tiene a allontanare fraintendimenti di tipo moralista che nulla hanno a che vedere con la sua opera in generale.
(Éric Rohmer, Film Quarterly 24 n. 4, 1971)
Tutti i Sei racconti morali hanno un'origine letteraria che si concretizzerà nelle pellicole secondo un ordine diverso dalla concezione originaria:
- Racconti morali – 1: La fornaia di Monceau (La boulangère de Monceau), 1962, durata 26 min

Tratto da un racconto pubblicato su una rivista femminile, il quarto testo in ordine di apparizione;
- Racconti morali – 2: La carriera di Suzanne (La carrière de Suzanne), 1963, durata 52 min

Tratto da un racconto apparso con un diverso titolo, terzo in ordine di pubblicazione;
- Racconti morali – 3: La mia notte con Maud (Ma nuit chez Maud), 1969, durata 110 min

Tratto da un racconto senza titolo, ambientato a Parigi durante l'occupazione nazista, il primo a essere concepito da Rohmer e il secondo in ordine di pubblicazione;
- Racconti morali – 4: La collezionista (La collectionneuse), 1967, durata 90 min

Tratto dal racconto Le vase de chine, primo testo pubblicato (e il terzo a essere concepito);
- Racconti morali – 5: Il ginocchio di Claire (Le genou de Claire), 1970, durata 105 min

La sceneggiatura apparve sui Cahiers du cinéma con il titolo La roseraie, secondo in ordine di concezione e quarto per pubblicazione;
- Racconti morali – 6: L'amore il pomeriggio (L'amour, l'après midi), 1972, durata 98 min

Unico testo scritto appositamente per il grande schermo, viene aggiunto da Rohmer quando, avendo deciso di pubblicare la raccolta con il titolo Racconti morali, ritenne di ottenere un migliore equilibrio narrativo con un sesto film. Anche quest'ultimo film era stato comunque pensato dall'autore prima dell'inizio delle riprese di La fornaia di Monceau.
Il film che porta il n. 3, La mia notte con Maud viene comunque girato e distribuito dopo il n. 4, La collezionista, perché Rohmer aspetta che il protagonista Jean-Louis Trintignant si renda libero da impegni di lavoro con altri registi.
(Éric Rohmer, Cahiers du cinéma n. 172, novembre 1965)
A differenza del ciclo seguente, Commedie e proverbi (dove protagoniste sono giovani donne, tra i 15 e i 30 anni), il narratore dei sei racconti morali è dunque sempre un personaggio maschile. Lo schema seguito da Rohmer è molto semplice: un uomo rivolge le proprie attenzioni a una donna che considera la propria “eletta”, viene attratto da un'altra donna, la “seduttrice”, alle cui lusinghe sembra cedere (o cede), salvo scegliere alla fine la prima.
Il filosofo Gilles Deleuze ha sottolineato che i Contes moraux possiedono la struttura narrativa di un breve teorema, mentre i film del ciclo successivo rappresentano veri e propri problemi che le protagoniste si trovano davanti:
(Gilles Deleuze, L'immagine-movimento)